# Les Arcandiers
Pour plus de détails, voir Fiche technique et Distribution.
Les Arcandiers est un film français, sorti en 1991. Il a été nommé aux césars en 1991.

## Synopsis
À quelques kilomètres de Nevers sur les bords de la Loire, trois jeunes désœuvrés, Tonio, Bruno et Hercule rêvent d'échapper à leur sort d'éternels perdants. Après avoir volé un rouleau de cuivre à leur ami ferrailleur qu'ils échangent contre une vieille Mercedes, Tonio décide de voler le corps de Bernadette Soubirous qui demeure telle la Belle au bois dormant dans un cercueil de verre au cœur de l'église Saint-Gildard à Nevers.
Le mystère du corps intact de Bernadette morte depuis plus d'une centaine d'années impressionne le brave Hercule (Charles Schneider), un peu simple d'esprit mais toujours prêt à rendre service à ses deux amis. L'idée de Tonio (Simon de La Brosse), beau garçon, un brin fanfaron, est d'obtenir une rançon du Vatican en échange de la restitution du corps de la Sainte. Mais contre toute attente, un miracle a eu lieu. Alors qu'ils détiennent cachée dans un hangar la châsse de Sainte Bernadette, une nouvelle châsse avec le corps de Bernadette est apparue à nouveau à Nevers au regard des pèlerins.
Ce ratage n'étonne guère Bruno (Dominique Pinon) qui considère qu'ils sont condamnés à échouer toute leur vie et qu'il est donc inutile de tenter de sortir de leur condition misérable. Pour s'en débarrasser, les trois larrons jettent la châsse de Sainte Bernadette dans la Loire. Tonio qui ne s'avoue jamais vaincu décide de prendre la route avec leur vieille Mercedes en suivant la Loire jusqu'à Saint-Nazaire. Comme d'habitude il convainc ses deux amis de l'accompagner dans ce voyage qui devrait les conduire au Brésil. Car Tonio est persuadé qu'une fois arrivés à Saint-Nazaire ils trouveront à s'embarquer facilement sur un bateau en partance pour le Brésil.
Sur la route, il rencontre une étrange autostoppeuse, Véronique (Géraldine Pailhas) qui ressemble d'après Hercule à Sainte Bernadette. La jeune fille chantonne des chants religieux et n'a étrangement jamais froid même lorsque les températures avoisinent des températures de –20 °C. Véronique semble plaire au beau Tonio qui avoue n'aimer personne. La générosité de Véronique est sans limite, elle leur propose l'amour et des solutions à leurs difficultés d'argent. Ces solutions à chaque fois, les trois arcandiers les acceptent. Un jour, afin de ne pas dépendre une nouvelle fois de Véronique, Tonio demande à Hercule d'aller vendre un briquet en or que Véronique leur a donné. Hercule se fait arrêter par la gendarmerie et se retrouve en prison dans une cellule minuscule avec un dénommé « L'ingénieur » (Yves Afonso) fan de Johnny Hallyday. Coïncidence extraordinaire : l'Ingénieur est originaire de la même ville que les trois autres. Entre Hercule et l'Ingénieur se noue une relation d'amitié à la fois fruste et pudique. L'ingénieur sort de prison avant Hercule qui lui a révélé qu'avec ses copains ils ont décidé de partir au Brésil. Tonio, Bruno et Véronique attendent Hercule à sa sortie de prison. Ils continuent tous les quatre leur route vers Saint-Nazaire qu'ils atteignent sans savoir où dormir. Pour pouvoir disposer d'un peu d'argent, ils vendent la vieille Mercedes au prix de la ferraille, se retrouvant de ce fait sans lieu pour dormir.
Alors qu'ils errent sur le port de Saint-Nazaire dans l'espoir d'embarquer sur un bateau ils tombent sur l'ingénieur qui leur propose de venir dormir dans la prison de la ville qui est désaffectée depuis des années. Tonio, l'infatigable rêveur finit par trouver du travail pour eux trois à bord d'un bateau à destination du Brésil. L'ingénieur est même convié à embarquer avec eux. Mais Véronique a disparu. Ils veulent la retrouver avant de partir. Ils parcourent la ville de Saint-Nazaire et apprennent qu'elle est partie certainement en direction de Nevers. Ils volent une voiture et roulent toute la nuit lorsqu'au petit matin « l'ingénieur » a une apparition. Il a vu Johnny Hallyday au volant d'une belle Cadillac sur la route en sens inverse. Il fait un demi tour périlleux pour parler à son idole. Roulant à tombeau ouvert, il arrive à la hauteur de la Cadillac censée être conduite par Johnny. Mais il s'aperçoit, déçu, qu'il s'agit d'un sosie de Johnny Hallyday. À ce moment-là, la voiture percute un camion venant en sens inverse. La voiture sort de la route et tombe dans la Loire. La voiture entraînée par le courant du fleuve flotte les quatre roues en l'air en direction de Saint-Nazaire.

## Fiche technique
- Titre français : Les Arcandiers
- Réalisation : Manuel Sánchez
- Scénario : Manuel Sánchez, Muriel Sánchez et Jackie Berroyer
- Photographie : Miguel Sánchez
- Montage : Hélène Viard
- Musique : Étienne Perruchon
- Production : Alain Rocca
- Pays d'origine :  France
- Format : Couleurs
- Date de sortie : 1991

## Distribution
- Simon de La Brosse : Tonio
- Dominique Pinon : Bruno
- Charles Schneider : Hercule
- Géraldine Pailhas : Véronique
- Yves Afonso : l'ingénieur
- Christophe Rossignon : Le brigadier
- Marcel Gassouk : Le routier

## Distinctions
- Nomination aux césars 1991
- Prix du Public au Festival de Belfort 1991
- Prix d’interprétation masculine pour Dominique Pinon au Festival de Saint Martin